# Jacques-Émile Sontag
 (mars 2016).
Jacques-Émile Sontag, né le 6 juin 1869 à Dinsheim en Alsace (France) et mort (fusillé) le 31 juillet 1918 à Ourmia en Perse, était un prêtre lazariste français, premier archevêque latin d'Ispahan et Délégué apostolique en Perse.

## Biographie
Jacques-Émile Sontag naquit dans une famille catholique de simples cultivateurs du village de Dinsheim-sur-Bruche en Alsace. En 1883, il entre chez les Lazaristes, congrégation religieuse missionnaire fondée par Saint Vincent de Paul, aussi connu sous le vocable de Congrégation de la Mission. Il reçoit sa formation à l'école lazariste Notre-Dame de Prime-Combe dans le Gard, puis à Paris. 
Le 8 juin 1895, il est ordonné prêtre et envoyé la même année à Ourmia en Perse comme professeur de français. Il rejoint ainsi la mission lazariste, en Perse depuis 1840. En 1897, il prend la direction de la maison lazariste de Téhéran qu'il développa grandement jusqu'en 1910 malgré les troubles politiques de la révolution de 1909. Durant toute sa présence en Perse, il sera proche des Assyro-Chaldéens présents dans ces régions depuis l'aube de la chrétienté.
Le 13 juillet 1910, un décret pontifical le nomme délégué apostolique en Perse (en) et premier archevêque latin d'Ispahan, un ancien diocèse qui reprend vie. Il reçoit le 28 août 1910 à Paris l'ordination épiscopale et retourne à Ourmia à la fin de la même année. Son épiscopat sera troublé par des événements du dehors et du dedans. Malgré cela, il s'attache à développer les écoles, les orphelinats, les dispensaires, les hospices, les églises, le séminaire chaldéen de Khosrowa, l'imprimerie d'Ourmia et encourage l'apprentissage de la langue araméenne, le soureth, parlé par les Assyro-Chaldéens.
En 1911, les troupes russes, profitant de la décomposition du pouvoir persan, prennent possession du nord-ouest persan, l'Azerbaïdjan iranien. Après leur entrée en guerre les Turcs mènent des offensives contre les Russes qui finissent par évacuer la région d'Ourmia et Salmas le premier janvier 1915. Aussitôt, les troupes ottomanes et les irréguliers kurdes occupent cette région du 4 janvier au 15 mai 1915. 
Lors du déclenchement de la Première guerre mondiale, Monseigneur Sontag venait tout juste de rentrer à Ourmia après un voyage en Europe. Il témoignera des exactions commises dans la région d'Ourmia-Salamas en les résumant par cette phrase " Notre chrétienté a revu les jours de Dèce".  Le docteur Johannes Lepsius , les pères dominicains Jacques Rhétoré, Marie-Dominique Berré, Hyacinthe Simon et bien d'autres personnalités, diplomates, écrivains, journalistes ont écrit sur la question du génocide assyrien ou assyro-chaldéen perpétré par les forces ottomanes et kurdes en 1915 sur leur territoire et dans cette région du nord-ouest persan. 
En juillet 1918, Ourmia est à nouveau occupée par les troupes ottomanes et les irréguliers kurdes. Le 27 juillet l'assaut est donné aux missions. À ce propos, G. Latouche écrit en juillet 1921 «C'est d'abord Mgr Sontag, délégué apostolique, traqué et fusillé. Peu après, Mgr Thomas Audo, archevêque d'Ourmiah, subit le même sort. Nos missionnaires et le clergé assyro-chaldéen, qui fait l'office de clergé indigène, furent aussi massacrés; puis ce fut le tour des fidèles...» . Jacques-Emile Sontag est fusillé et meurt martyr le 31 juillet 1918. Sont aussi tués avec lui l'évêque et savant assyro-chaldéen Thomas Audo, plusieurs prêtres et de nombreux fidèles. La presse française a titré sur ces persécutions dont La Croix, Le Rappel, L'Univers, Le XIXe siècle, Le Journal des Débats politiques et littéraires, Le Gaulois, Le Temps...

## Mémoire et souvenir
- La correspondance de Monseigneur Sontag a été préservée par les pères lazaristes à Paris dans leurs archives[9].
- Récemment encore, la mémoire de Jacques-Emile Sontag fut honorée comme dans le quotidien L'Alsace qui titre le 17 septembre 2016: "Mgr Sontag, martyr des Chrétiens d'Orient"[10].

## Documents
- Une partie de la correspondance de Monseigneur Sontag a été publiée dans les Annales de la Congrégation de la Mission, ou recueil de lettres édifiantes écrites par les prêtres de cette congrégation (Lazaristes) et par les Filles de la Charité, trimestriel, Paris, Adrien Leclerc & Compagnie[11].
- Aristide Châtelet a écrit plusieurs articles dans la Revue d'Histoire des Missions relative à la Mission lazariste en Perse qui traitent de la période pendant laquelle Jacques-Emile Sontag était actif dans ce pays.
- Le témoignage de Pierre Aziz, évêque chaldéen de Salmas, témoin oculaire, reproduit dans (en) Joseph Naayem (préf. Lord Bryce), Shall this nation die?, New-York, Chaldean Rescue, 1921.